# Skrattmås

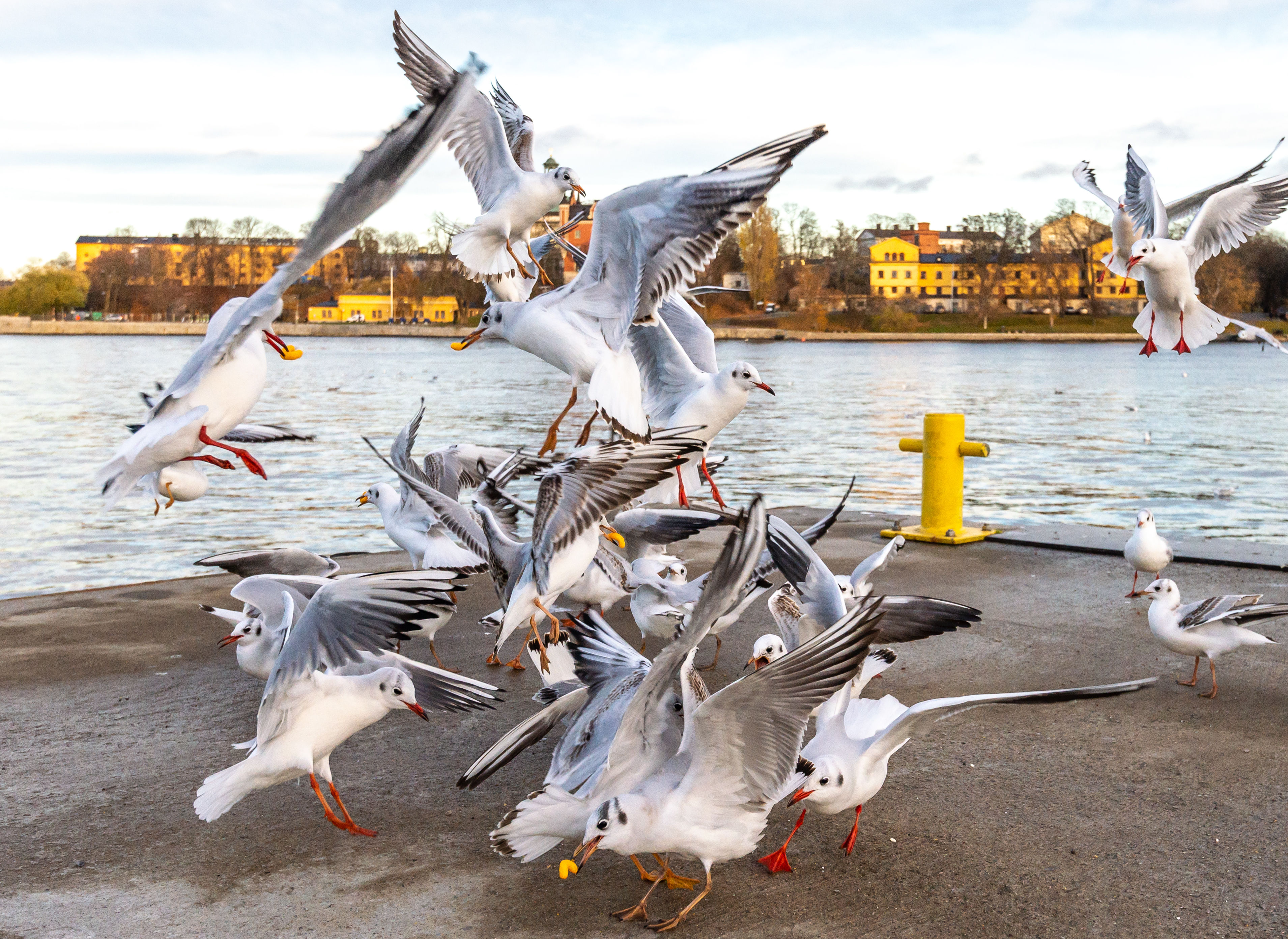
Födosökande skrattmåsar.

Skrattmås (Chroicocephalus ridibundus) är en fågel som tillhör familjen måsfåglar.

## Utseende och läte
Skrattmåsen är 35–39 cm lång, har ett vingspann på 86–99 cm, väger ungefär 250 gram och könen uppvisar en ringa grad av könsdimorfism. Arten har två åldersklasser. Den adulta skrattmåsen i sommardräkt har mörkt huvud med röd näbb. Nacke, bröst, buk och undergump är vit, manteln är ljusgrå och stjärten och övergump är helvit. Framkanten på ovansidan vingen är vit från vingknogen och ner till handpennespetsarna vilka är svarta. Handpennorna på undersidan av vingen är mörkt grå eller svarta förutom den yttersta handpennan som är ljus.
Till vintern har skrattmåsen ruggat de mörka fjädrarna på huvudet och den har bara ett mörkt suddigt vertikalt band ovanför ögat och en svart prick bakom ögat. Näbben är ljusare röd vid näbbroten och spetsen är svart.
Som juvenil har skrattmåsen gulorange ben, ett svart stjärtband som kontrasterar den vita övergumpen och mycket ockratoner insprängt i den annars ljusgrå manteln. Huvudet är fläckat i vitt och ockra och den har en kil av mörkare rödbrunt från nacken och ner på ryggen. Den har gul näbb med svart spets. Spetsarna på både arm- och handpennor är svarta.

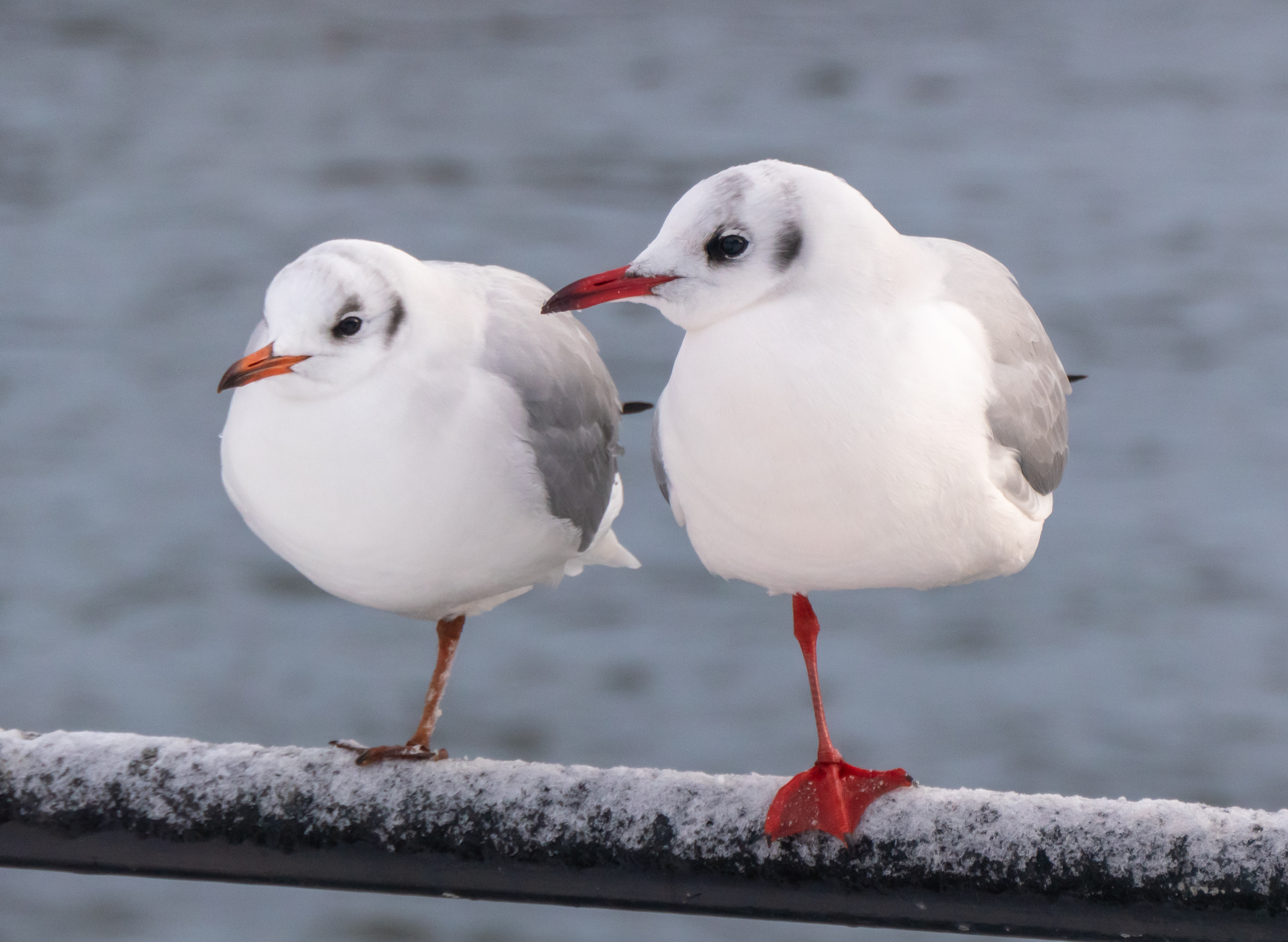
Adult och juvenil skrattmås i vinterdräkter.

En skrattmås i första vinterdräkt har kvar sina juvenila stjärt- och vingpennor men det mesta av de ockrafärgade tonerna har försvunnit ur dräkten.  Huvudteckningen är som hos en adult fågel om vintern men den har gulskära ben. I första sommardräkt har den fortfarande kvar de nu slitna stjärt- och vingpennorna och den har svart huvud men med inslag av vitt.
Skrattmåsen är en högljudd fågel, speciellt när den är på plats i sina häckningskolonier. Dess läte är ett skränigt "krii-arr".

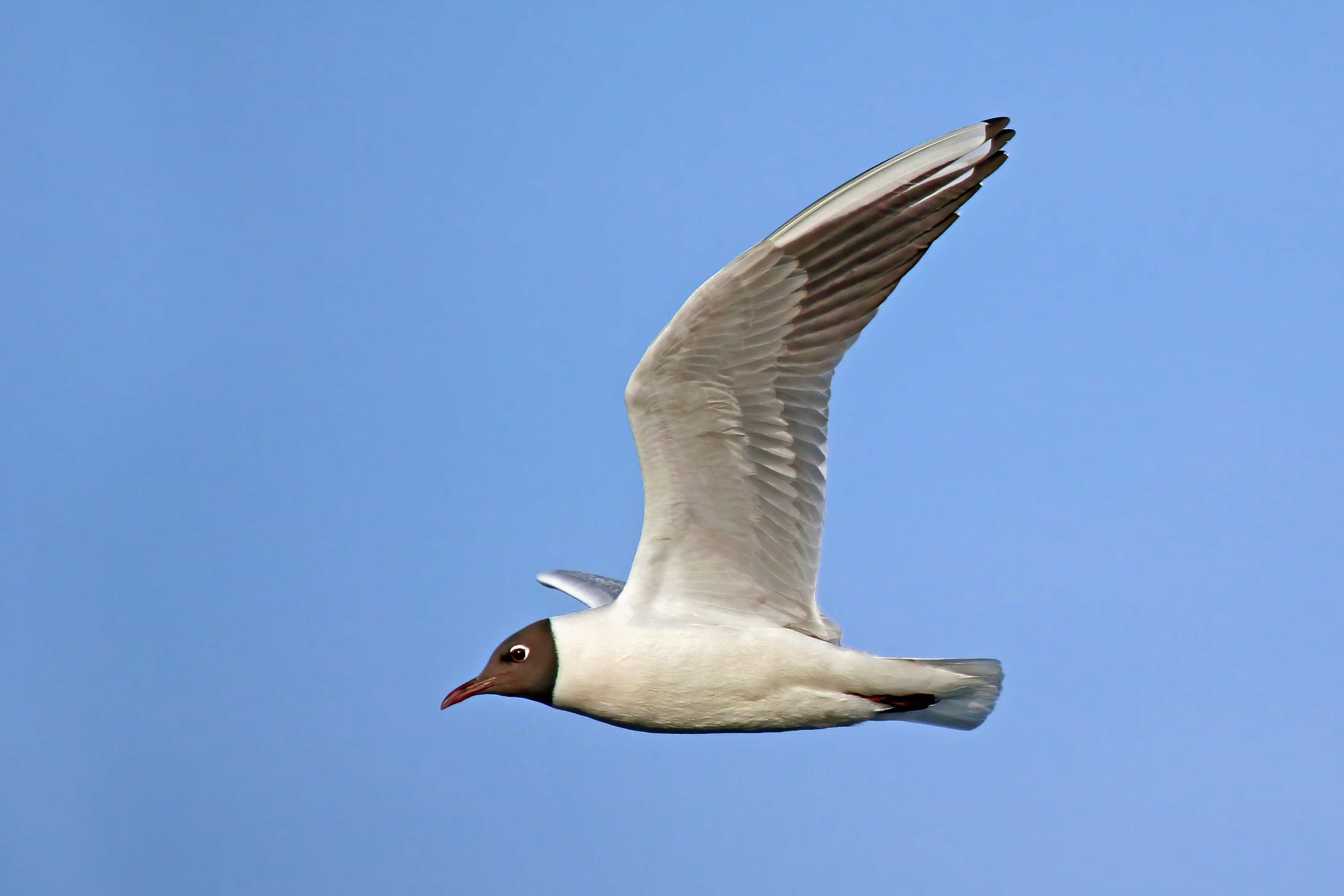
Skrattmås som flyger.

## Utbredning
Skrattmås häckar i stora delar av Skandinavien, inte i fjälltrakterna men dock på Island, i Storbritannien och i norra delarna av Europa ner till Kaspiska havet och i hela Asien mellan norra polcirkeln och femtionde breddgraden ända bort till Berings hav. Skrattmåsen häckar även på Grönlands sydspets och i Kanadas allra västligaste delar.
Många av de skrattmåsar som häckar norrut är flyttfåglar men i varmare trakter, kring kusterna i Skandinavien, Storbritannien och främst Västeuropa stannar den ofta på samma plats året om. Deras främsta övervintringlokaler är (från öst till väst) kusterna vid Japanska havet, Östkinesiska havet, västra delarna av Sydkinesiska havet, de norra delarna av Bengaliska viken och de norra och västra delarna av Arabiska havet. Kring Medelhavet och Svarta havet. Afrikas nordvästra kust, Biscayabukten, runt hela Storbritannien och i Nordsjön. Kanadas Skrattmåsar övervintrar kring Saint Lawrenceviken.

### Förekomst i Skandinavien
Skrattmåsen har invandrat till Skandinavien under de senaste trehundra åren. I början av 1700-talet häckade inte skrattmåsen alls i Sverige. I Sven Nilssons Foglarna från 1858 står det att den bara häckar i södra Sverige och högst sällan i Norge. Fram till 1880-talet häckade den endast i Skåne och på Öland och Gotland. Vid Hornborgasjön och Tåkern häckade den första gången kring mitten av 1890-talet. Idag förekommer arten över stora delar av Sverige, men glesare i Norrlands inland, och inte i fjällen.

## Systematik
Länge placerades merparten av måsarna och trutarna i släktet Larus. Genetiska studier visar dock att arterna i Larus inte är varandras närmaste släktingar. Pons m.fl. (2005) föreslog att Larus bryts upp i ett antal mindre släkten, varvid skrattmåsen placerades i Chroicocephalus. Brittiska British Ornithologists’s Union (BOU) följde efter 2007, amerikanska  American Ornithologists' Union (AOU) i juli 2007 och Sveriges ornitologiska förening 2010. Även de världsledande auktoriteterna Clements m.fl. och International Ornithological Congress IOU har implementerat rekommendationerna in sin taxonomi, dock ännu ej BirdLife International.

## Ekologi
Vissa skrattmåsar får sin häckningsdräkt redan i februari, men mer vanligt är att den anläggs under mars månad och att  häckningen påbörjas med bobygge i april. Äggen ruvas under maj månad och i juni matas ungar. Strax efter att ungarna blivit flygga flyttar skrattmåsen mot sydväst. Skrattmåsen häckar i kolonier i sjöar, kärr och i anslutning till kusten. På sommaren ser man dem ofta på ängar och de flockas kring traktorer som plöjer upp en åker. 

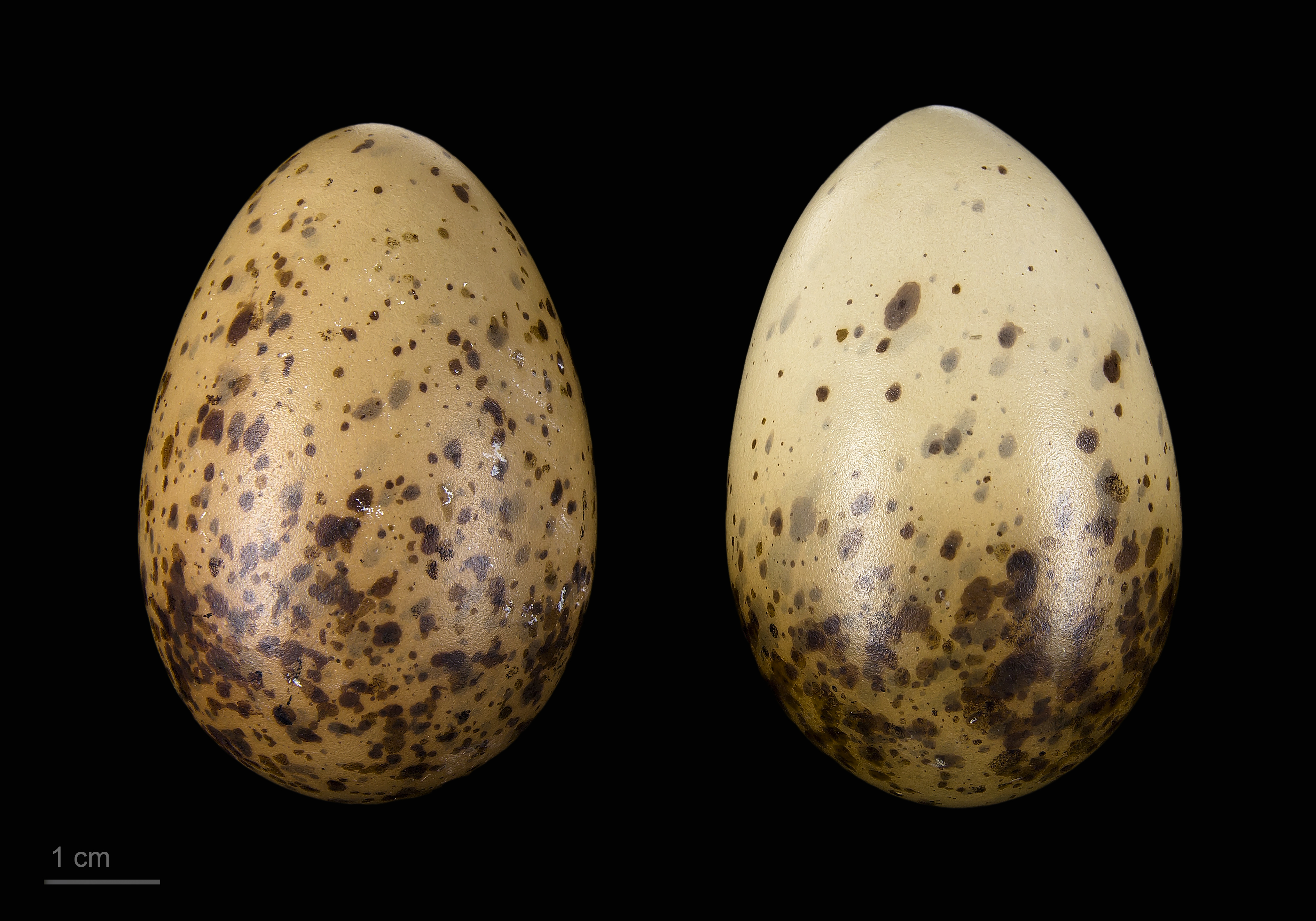
Ägg från skrattmåsen.

Man ska undvika att störa, eller över huvud taget gå i land, på en ö där det häckar skrattmåsar då de kan försvara sina bon mycket aggressivt.

## Skrattmåsen och människan

### Status och hot
Skrattmåsens utbredningsområde är mycket stort och dess globala population är stor. Artens utvecklingstrend är okänd men trots detta bedöms den inte som hotad utan IUCN kategoriserar den som livskraftig (LC).

#### Status i Norden
I Norden är idag skrattmås tillsammans med fiskmås och gråtrut de vanligaste arterna inom denna familj. Populationen i Norden är dock en så kallad randpopulation, det vill säga att den lever på gränsen av sin utbredning. Det innebär att populationstätheten och dess utbredning fluktuerar med tid. Sedan 1700-talet, då arten saknades som häckfågel i Sverige, har den stadigt ökat. Den fridlystes 1929 och därmed ökade populationen, först i antal och sedan i utbredning ända fram till 1980-talet då den började minska. Orsaken till minskningen är inte fullt utredd. Sedan 2020 upptas skrattmåsen på svenska Artdatabankens rödlista över hotade arter, som nära hotad (NT).
I Skåne har antalet skrattmåsar minskat med 85 procent sedan mitten av 1970-talet. I februari 2013 uppgick det skånska beståndet till cirka 3 000 par. Enligt Skånes Ornitologiska Förening hade då beståndet det senaste decenniet mer än halverats.

### Namn
Trots att skrattmåsen verkligen inte har ett skrattande läte så heter den även "skrattande" i sitt vetenskapliga namn, det vill säga ridibundus. Detta namn lånade Linné från Ornithologia, skriven av Mathurin Jacques Brisson 1760. I den beskriver Brisson sotvingad mås (Larus atricilla) och skrattmås som olika underarter av samma art. Brisson kallar dem Gavis ridibunda. Den sotvingade måsen, som heter "laughing gull" på engelska, har till skillnad från skrattmåsen verkligen ett skrattande läte. Eftersom Linné inte kände till skrattmåsen särskilt väl – den häckade inte i Sverige på 1700-talet – så förlitade han sig på Brisson och gav den så att säga fel namn.
Enligt en annan teori kommer namnet från det latinska ordet lacus (hav) som förändrades på tyska till Lachen (skratta).
I norra Bohuslän kallades den ibland för tyskmåge, det vill säga "tysk mås", eftersom arten i slutet av 1800-talet fortfarande var ovanlig utmed Sveriges kuster medan fiskarna såg den i stor mängd utmed Tysklands kuster.
Skrattmåsens läte kee-harr har dock givit den dess namn i Richard Adams roman Den långa flykten.

## Galleri

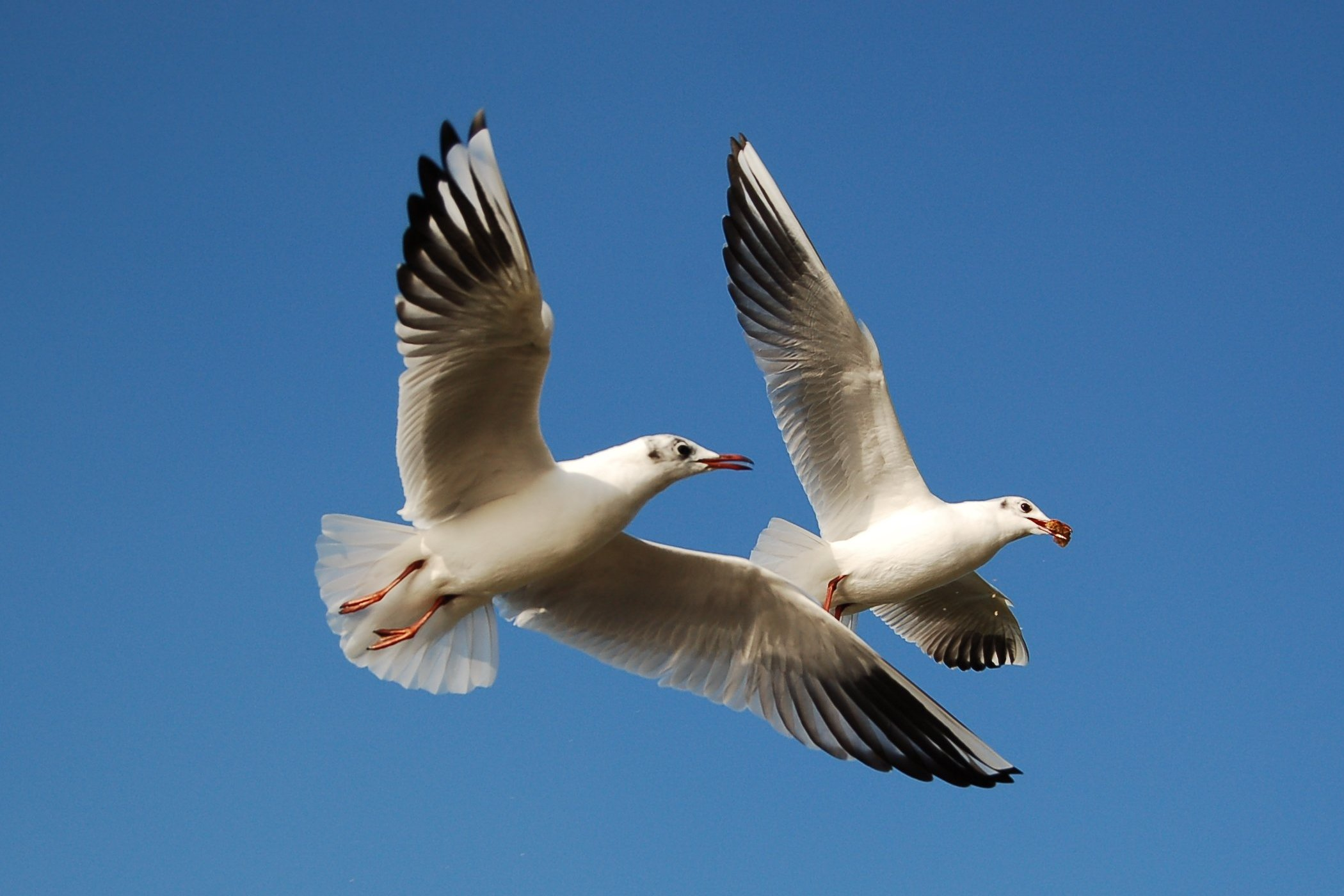
Skrattmåsar i vinterdräkt.
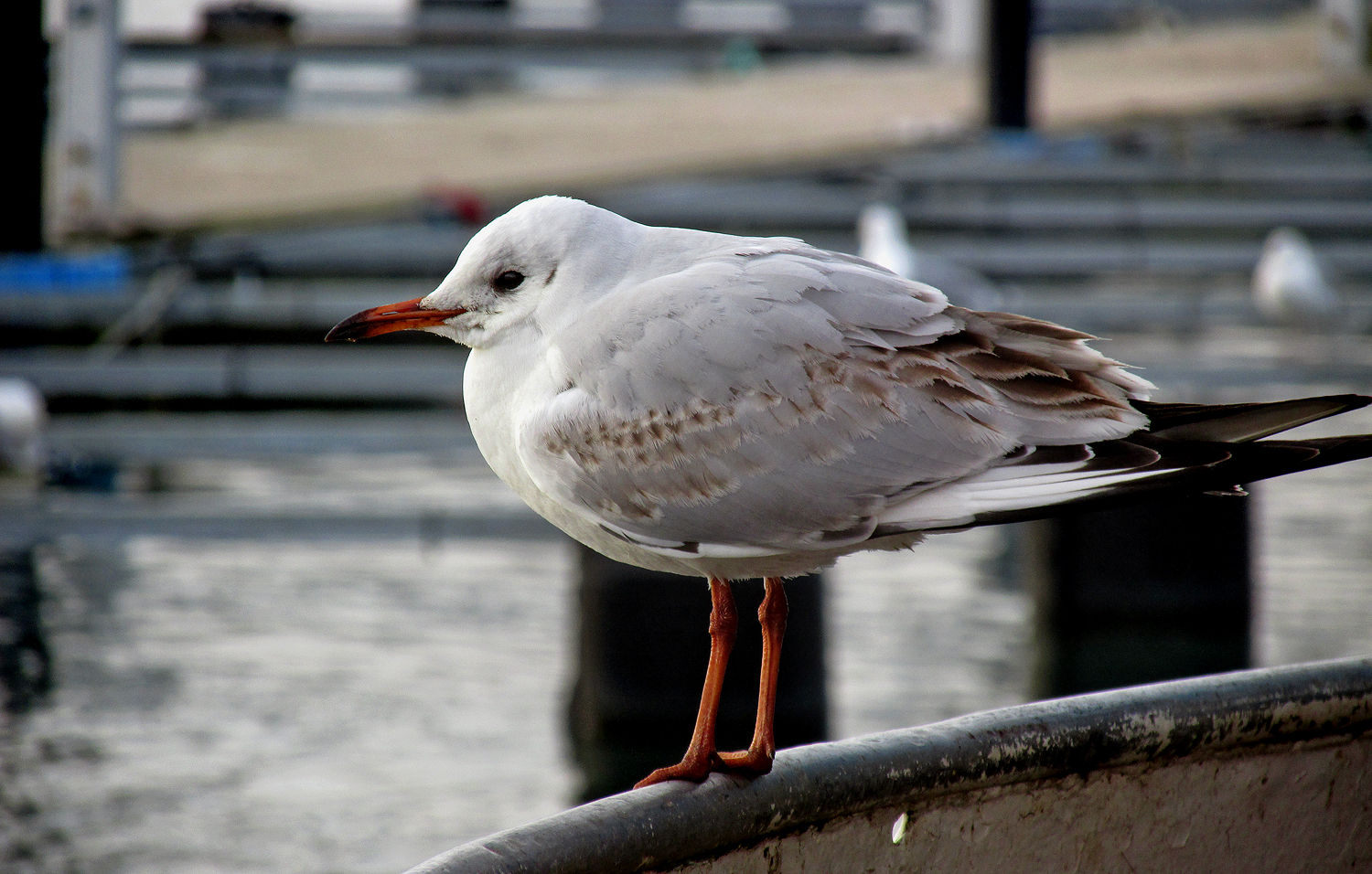
Juvenil 2k skrattmås.
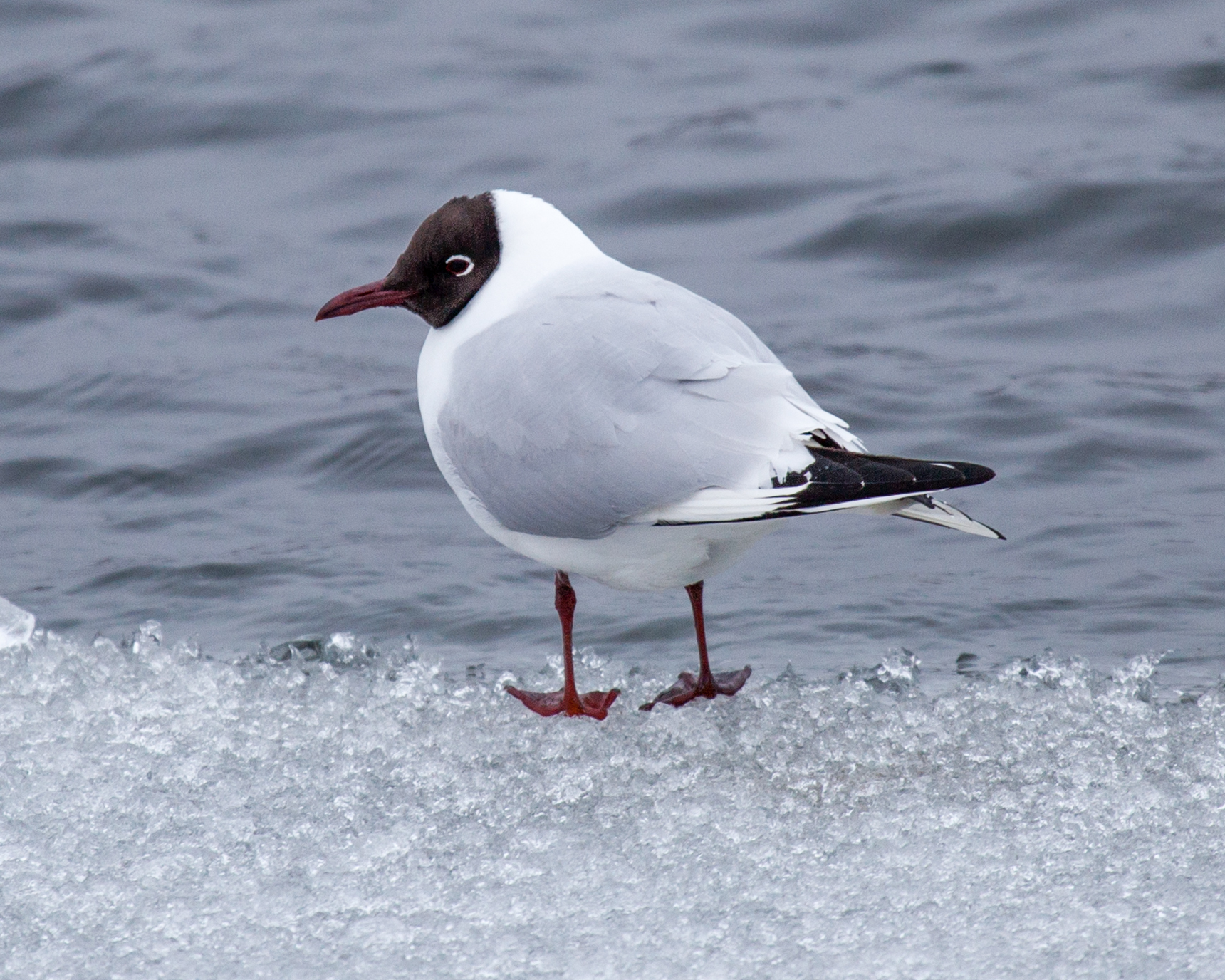
Adult skrattmås.
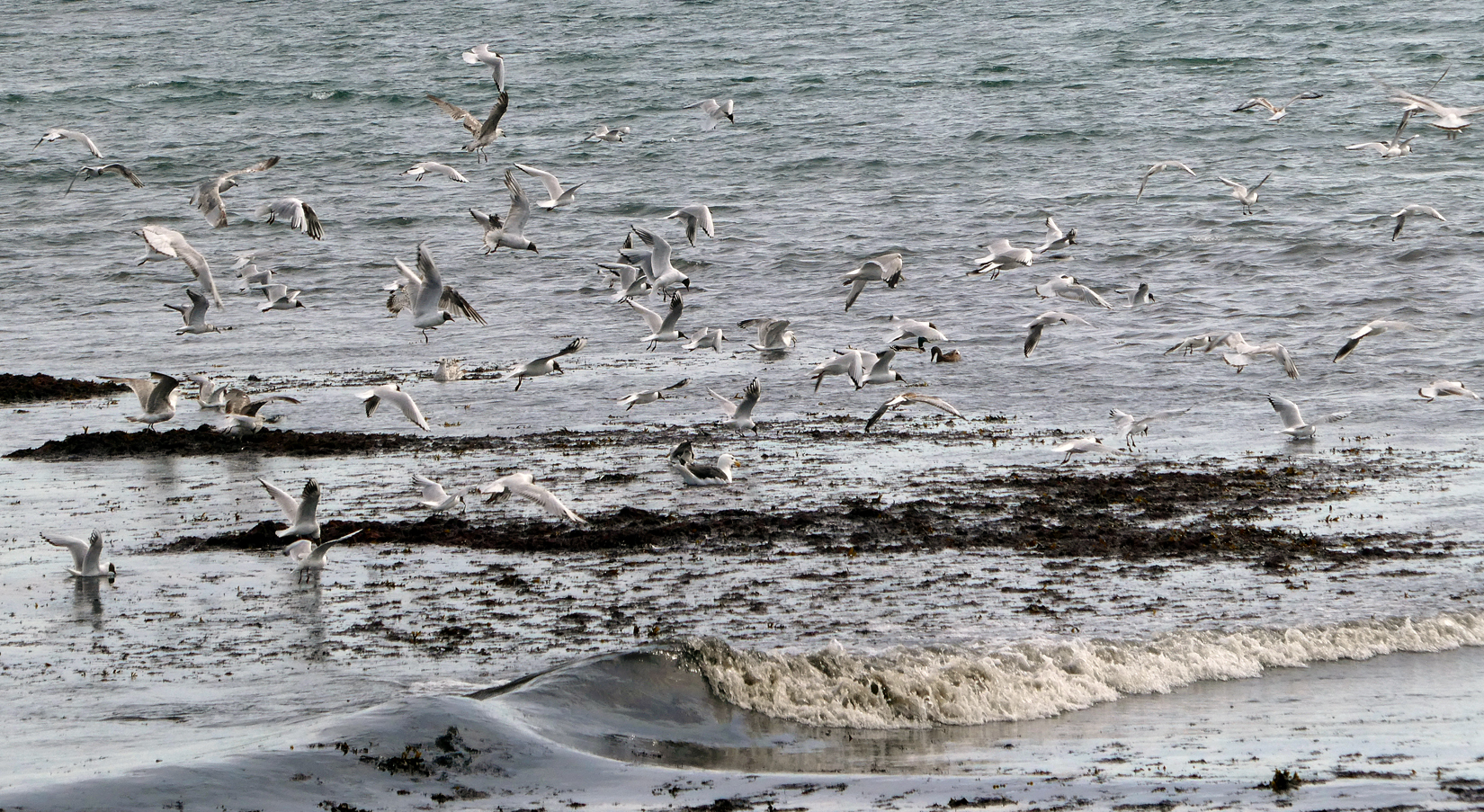
Skrattmåsar födosöker efter att en våg kommit in.
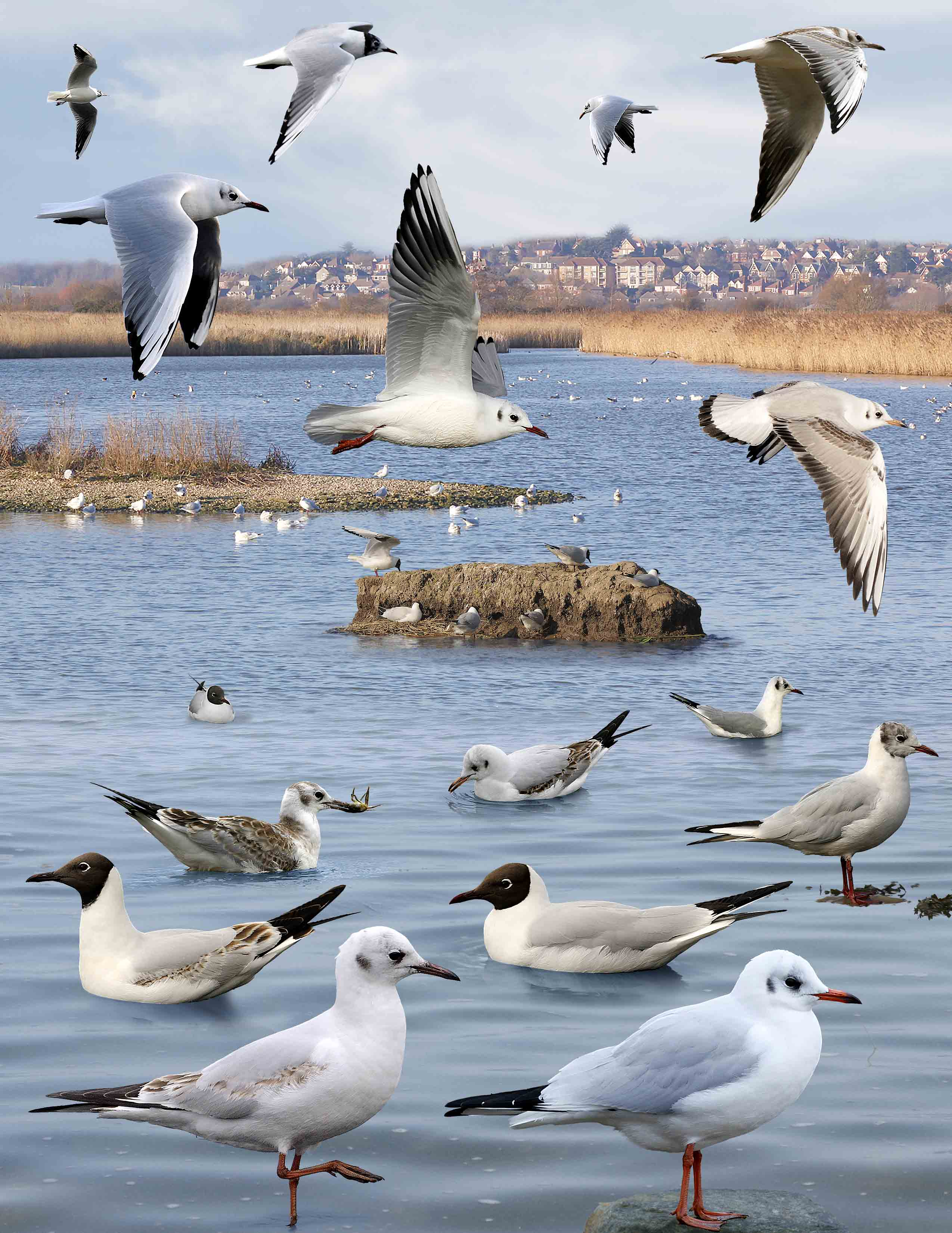
Olika åldrar och dräkter.
- Skrattmåsar jagar insekter.